# Пої (Гаваї)

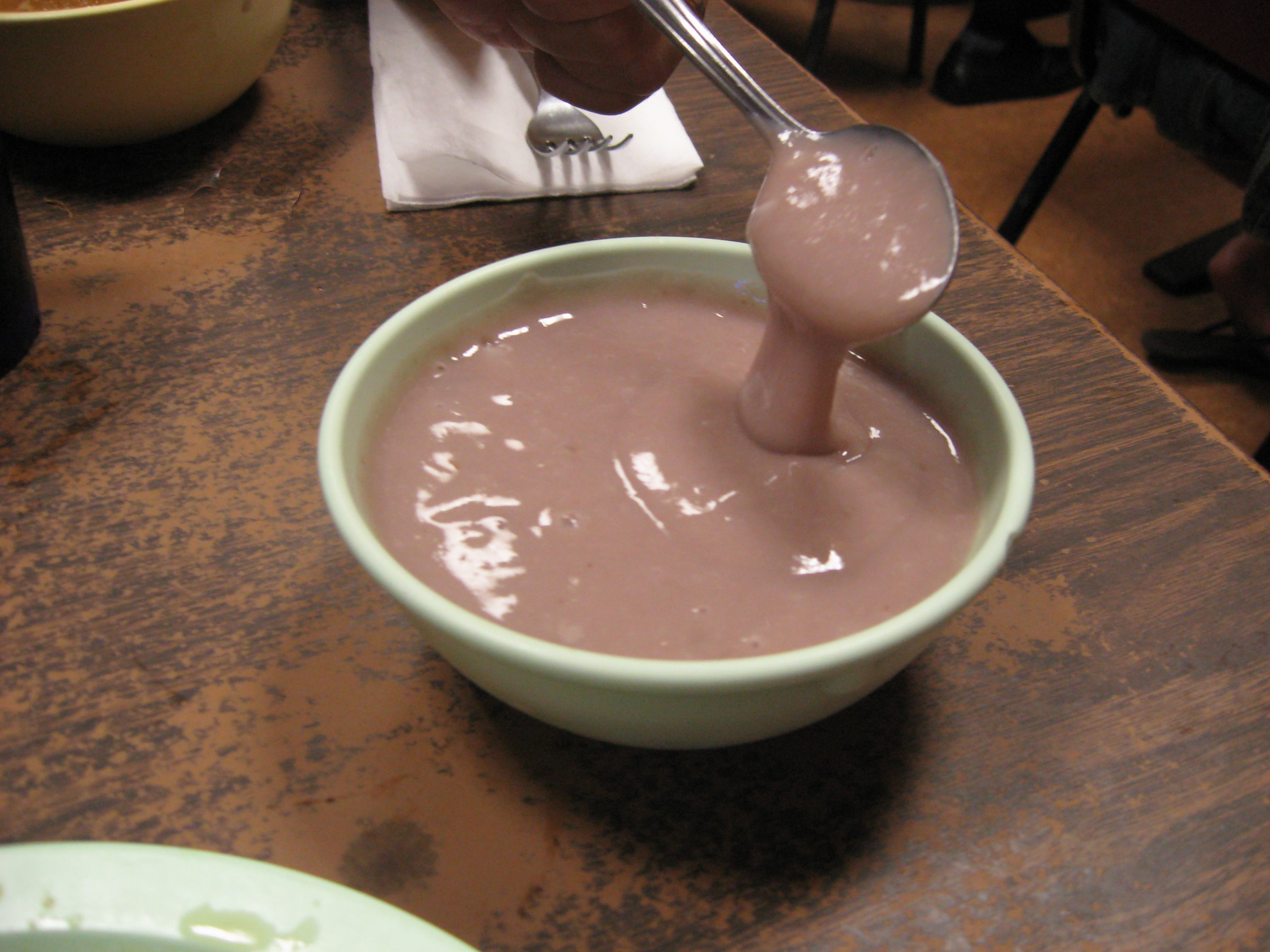
Тарілка з пої

Пої — гавайська назва полінезійської традиційної страви, приготовленої з бульбоцибулин рослини таро (відомого також як гав. kalo). Пої роблять, розминаючи печену або варену на пару бульбоцибулину в дуже в'язку рідку масу. Вода додається під час розминання і ще раз перед їжею, для досягнення потрібної консистенції, яка може змінюватись від рідкої до тістоподібної. Пої називають двопальцевим або трипальцевим, залежно від того, скільки пальців знадобиться, щоб їсти його (тобто від його консистенції).
Пої, приготовлений з таро не слід плутати з:
- Самоанський пої — кремовий десерт з розім'ятих стиглих бананів з кокосовими вершками.
- таїтянська po'e — солодкою, пудингоподібною стравою, приготовленою з бананів, папаї або манго, які варять з маніоком і кокосовими вершками.

## Історія

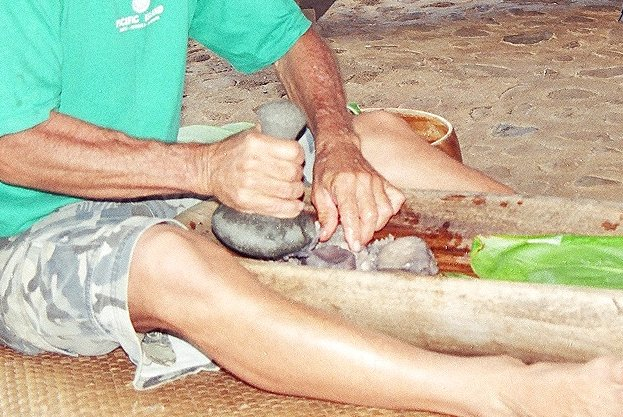
Приготування пої традиційним способом

Пої вважалося такою важливою і священною частиною повсякденного гавайського життя, вважалося: якщо тарілка з пої стоїть не прикритою на обідньому столі, то в приміщенні присутній дух Халоа, предка всього гавайського народу. Тому всі конфлікти між членами сім'ї мали негайно припинитися..
Недостатнє виробництво таро в останні роки через шкідників та нестачу робочої сили призвели до дефіциту та високих цін на пої на Гаваях. У той же час, інновації в його виробництві призвели до того, що "пої" залишається свіжим довше і смак його солодший, але така продукція, як правило, продається за вищими цінами і вимагає наявності холодильного обладнання.

## Вживання в їжу
Пої має пастоподібну текстуру і тонкий смак, який значно змінюється після деякого часу. Свіжий "пої" солодкий, і його можна їсти як самостійну страву, проте з кожним днем він втрачає насолоду і стає злегка кислуватим. Тому багато людей знаходять пої смачнішим, коли він змішаний з молоком та/або цукром. Швидкість цього процесу залежить від кількості бактерій в "пої", щоб уповільнити процес, треба зберігати його в прохолодному темному місці (наприклад, в кухонній шафі). Якщо ви збираєтеся зберігати пої в холодильнику, треба перелити його з магазинного пакету в чашку і покрити зверху тонким шаром води, щоб запобігти утворенню скоринки.
Кислий "пої" можна їсти з солоною рибою або з ломі семон. Прокисання запобігається заморожуванням або дегідратацією, але такий "пої" поступається смаком свіжому продукту. Для розморожування краще помістити його в мікрохвильову піч і налити трохи води поверх замороженого пої. Кислий "пої" використовується також як інгредієнт в інших стравах, зазвичай у випічці або рулетах, він надає їм м'який, кремовий смак.

## Інше застосування
Пої використовується як замінник молока та прикорма для дітей, народжених з аліргією на молочні продукти.